# Сарком на Юинг
Сарком на Юинг е вид рак, формиращ се в костите или меките тъкани. Симптомите включват подуване и болка в областта на тумора, треска и костна фрактура. Най-честите места, където се образува са краката, таза и гръдната стена. В около 25% от случаите ракът вече се е разпространил в други части на тялото, преди да бъде диагностициран. Усложненията може да включват плеврална ефузия и параплегия.
Причините за саркома на Юинг не са известни. Повечето случаи изглежда се образуват на случаен принцип. Понякога е групиран заедно с примитивните невроектодермални тумори, в категория позната като „семейство тумори на Юинг“.
Основният механизъм на действие често включва генетична промяна, позната като реципрочна транслокация. Диагностиката се базира на биопсия на тумора.
Лечението често включва химиотерапия, радиотерапия, хирургическа операция и трансплантация на стволови клетки. Целенасочена терапия и имунотерапия се изучават. 70% от пациентите достигат петгодишна преживяемост.
През 1920 г. Джеймс Юинг установява, че туморът е отделен вид рак. Саркомът на Юинг най-често се появява при тийнейджърите и подрастващите и представлява 2% от всички детски ракови заболявания. Засяга мъжете по-често, отколкото жените.

## Признаци и симптоми
Саркомът на Юинг е по-често срещан при мъжете (1.6 мъже:1 жени) и обикновено се появява в детска възраст или в ранното юношество, най-често между 10 и 20 годишна възраст. Може да се появи във всяка част на тялото, но най-често в таза и дългите тръбни кости. Диафизата на бедрената кост е най-честото местоположение, следвана от големия пищял и раменната кост. Една трета от случаите включва наличието на метастази. Пациентите обикновено изпитват остра костна болка.
Признаците и симптомите включват: интермитентна треска, анемия, левкоцитоза, повишена скорост на утаяване на еритроцитите и други симптоми на възпалителни системни заболявания.
Най-често срещаните симптоми са: локализирана болка, подуване и непостоянна костна болка с варираща интензивност. Подуването е най-вероятно да бъде видимо, ако саркомът се намира в кост, близка до повърхността на тялото, но не и когато се появи в други, по-дълбочинни части на тялото като таза.

## Причини
Генетичното взаимодействие между хромозоми може да причини ракова мутация в клетките. Повечето случаи на сарком на Юинг (85%) са резултат от транслокация между хромозоми 11 и 22, която свързва ИВС гена на хромозома 22 с ФЛИ1 гена на хромозома 11.
ИВС/ФЛИ функционират като главени регулатори. Други транслокации са при (21;22) и (7;22). Клетките с наличие на сарком на Юинг са с позитивни СД99 И МИС2 и негативно СД45.

## Диагностика
Определителната диагностика се базира на хистоморфологични изследвания, имунохистохимия и молекулярна патология.